# Губернатор Кентукки
Губернатор Содружества Кентукки (англ. Governor of the Commonwealth of Kentucky) — глава исполнительной власти в штате Кентукки. Эту должность ранее занимали пятьдесят шесть мужчин и одна женщина (не считая губернаторов Конфедерации). Срок полномочий составляет четыре года, а с 1992 года разрешено повторное избрание. За всю историю штата два человека были губернаторами два срока подряд. Кентукки является одним из пяти штатов, в которых выборы губернаторов проходят в нечётные годы. Нынешним главой штата является Энди Бешир, вступивший в должность 10 декабря 2019 года.
Полномочии губернатора перечислены в конституции штата Кентукки, среди которых возможность помилования, наложения вето и созыв законодательной сессии. Губернатор штата является командующим Вооружёнными силами штата.

## Выборы
Конституция 1792 года предполагала выборы губернатора и сенаторов штата, сходной с Коллегией выборщиков США. В ходе губернаторских выборов 1795 года Бенджамин Логан получил 21 голос выборщиков, Джеймс Гаррард получил 17 голосов, Томас Тодд 14 и Джон Браун 1. В конституции не было указано необходимое количество голосов избирателей, также отсутствовали инструкции по поводу проведения второго тура выборов. Секретарь избирательной комиссии хотел предложить второй тур, но генеральный прокурор Джон Брекенридж усомнился в законности повторного голосования. В 1799 году в конституции был изменён порядок избрания губернатора во время прямых выборов, и в случае равенства голосов кандидатов победитель определялся по жребию в Генеральной ассамблее Кентукки. Это положение остаётся неизменным до настоящего времени.

## Резиденция
Особняк губернатора Кентукки является официальной резиденцией губернатора штата Кентукки. Этот особняк, построенный в 1914 году в столице штата Франкфорт, был включён в Национальный реестр исторических мест США в 1972 году. Это второе здание в качестве официальной резиденции губернатора.